# Kilian von Bibra
 (septembre 2023).
Kilian von Bibra (né vers 1425, mort le 13 février 1494) est un théologien catholique allemand.

## Famille
La famille von Bibra (de) est une vieille famille noble thuringienne-franconienne. Kilian grandit probablement aussi au siège de Bibra, en Thuringe.
La famille von Bibra occupe de nombreux offices spirituels au Moyen Âge. Il y a plusieurs princes-évêques de Wurtzbourg et chanoines à Bamberg et Wurtzbourg. En tant que vicaire général du diocèse de Wurtzbourg, Kilian est adjoint de l'archevêque Rudolf von Scherenberg, qui aura pour successeur Lorenz von Bibra. Avec Kilian et Albrecht von Bibra, ils reconstruisent l'église Saint-Léon de Bibra (de) et placent leurs armoiries sur les vitraux de l'église.
Kilian étudie à Erfurt de 1441 à 1444 et à Padoue en Italie à partir de 1449 et obtient en 1450 son doctorat en droit canonique (doctoratus in iure canonico). En 1443, il est enregistré comme domicilier et en 1456 comme chanoine, et en 1464 il est intronisé chanoine à la collégiale de Haug. 
En 1476, il est prévôt de la collégiale de Neumünster et est impliqué dans la persécution et l'interrogatoire du prédicateur Hans Böhm. Dans le cadre du pèlerinage de Niklashhausen en 1476, il envoie des croyants à Niklashausen pour condamner Hans Böhm comme charlatan, ce qui n'aboutit cependant pas. Les événements autour de Hans Böhm sont interprétés comme des signes avant-coureurs du mouvement Bundschuh et de la guerre des Paysans allemands.
Kilian accède au poste de prévôt de la cathédrale en 1483 et de vicaire général de Wurtzbourg en 1486. Il occupe d'autres offices ecclésiastiques et possède également des propriétés foncières considérables. Il est chargé de voyages diplomatiques et est également considéré comme un conseiller de l'empereur Maximilien Ier au crépuscule de sa vie.
Kilian est membre de la confrérie allemande de l'église Santa Maria dell'Anima à Rome.
Sa pierre tombale se trouve dans la cathédrale Saint-Kilian de Wurtzbourg. Il s'agit d'une plaque métallique située dans la salle capitulaire de Wurtzbourg. Une attache ronde en bronze a disparu. Il contenait brièvement les titres acquis et l'année de la mort de Kilian en écriture latine. Le motif central était un crâne comme symbole de fugacité.